# Saki Kitamura
Saki Kitamura (jap. 北村 咲希, Kitamura Saki; * 2. März 1991) ist eine japanische Skispringerin.
Sie studiert seit 2009 Sportwissenschaften an der Universität Matsumoto.

## Werdegang
Kitamura gab ihr internationales Debüt im März 2007 auf der Zaō-Schanze in Yamagata im Rahmen des Skisprung-Continental-Cups. Auf Anhieb gewann sie in beiden Springen als 23. erste Continental-Cup-Punkte, mit denen sie am Ende der Saison Rang 50 der Gesamtwertung belegte. Im März 2008 konnte sie vor und an ihrem 17. Geburtstag bei zwei FIS-Springen in Sapporo als Sechste und 10. erneut auf sich aufmerksam machen und startete eine Woche später in Yamagata erneut im Continental Cup. Erneut konnte sie sich in den Punkterängen platzieren und erreichte als 25. insgesamt sechs Punkte, die ihr am Ende den 69. Platz der Gesamtwertung 2007/08 einbrachten. Auch im März 2009 startete sie zweimal in Yamagata im Continental Cup und erreichte im zweiten Springen als 21. ihr bis dahin bestes Einzelresultat. Bereits im ersten Springen war sie als 24. erfolgreich und erreichte am Ende Rang 61 der Gesamtwertung 2008/09. Wenige Tage später stand sie in Sapporo erneut bei den FIS-Springen im Kader und wurde am Ende 21. und 15.
Bei den beiden Continental-Cup-Springen im März 2010 wurde sie in Yamagata jeweils 25. und erreichte damit erneut 12 Punkte in der Gesamtwertung 2009/10, was Rang 54. bedeutete. Auch in der folgenden Saison wurde sie nicht fest in den A-Kader aufgenommen und startete nur in Yamagata, wo sie als 20. insgesamt elf Punkte gewann. Damit belegte sie am Ende Rang 71 der Gesamtwertung. Es war ihr bis jetzt letzter Continental-Cup-Start. Bei zwei FIS-Springen in Sapporo kurz später erreichte sie die Ränge 12 und 13. Ihren bislang letzten internationalen Start absolvierte sie am 3. März 2013 beim FIS-Springen in auf der Ōkurayama-Schanze in Sapporo, wo sie erneut als 12. ein gutes Ergebnis erzielen konnte.

## Erfolge

### Continental-Cup-Platzierungen
| Saison  | Platz | Punkte |
| ------- | ----- | ------ |
| 2006/07 | 50.   | 16     |
| 2007/08 | 69.   | 06     |
| 2008/09 | 61.   | 17     |
| 2009/10 | 54.   | 12     |
| 2010/11 | 71.   | 11     |